# Provincia eclesiástica de Santiago de Compostela

Archidiócesis de Santiago de Compostela
Sufragáneas

La provincia eclesiástica de Santiago de Compostela constituye una de las 14 provincias eclesiásticas en España. Está constituida por la archidiócesis de Santiago de Compostela y sus cuatro diócesis sufragáneas: Las diócesis de Mondoñedo-Ferrol, Lugo, Orense y Tuy-Vigo.

## Historia
La diócesis de Compostela fue erigida el 5 de diciembre de 1095 mediante la bula Veterum sinodalia del papa Urbano II, mediante la cual la declara heredera absoluta de la diócesis de Iria Flavia. Además del cambio de nombre y de la sede, Urbano II la exime de su condición de sufragánea de la diócesis de Braga, pasando a serlo únicamente de la Santa Sede.
Tras el auge cada vez mayor de la sede compostelana, el 27 de febrero de 1120, el papa Calixto II mediante la bula Onmipotentis dispositione ejecutada el 25 de julio de ese mismo año, convierte la diócesis de Compostela en Archidiócesis Metropolitana de Santiago de Compostela; trasladándole a esta los derechos y privilegios de Mérida, desaparecida como iglesia metropolitana tras la invasión de los bereberes.
Declarada capital de la Lusitania, se le sometieron como sufragáneas las sedes de Beja, Lisboa, Ossobona (Faro), Idaña (Guarda), Coimbra, Viseu, Lamego, Ciudad Rodrigo, Salamanca, Ávila, Évora y Coria.
Esto motivaría una larga contienda, por parte de algunos obispos portugueses del sur del Duero, entre las archidiócesis de Braga y la de Compostela; poniéndole fin el papa Inocencio III en el año 1199, al atribuir a Braga las diócesis de Coimbra y Viseu.
En el año 1393, el papa Bonifacio IX mediante la bula «In eminentissimae dignitatis» eleva la diócesis de Lisboa a metrópoli eclesiástica, pasando a ser sufragáneas de ésta las diócesis de Évora, Guarda, Lamego y Silves (Faro). Segregando así por completo las diócesis portuguesas de Santiago.
Dos años más tarde (1395) durante el Cisma de Occidente las iglesias de Portugal prestaron obediencia a Roma. En cambio, las de Galicia, lo mismo que las de Castilla, se sometieron al papa de Aviñón, y pasaron a ser sufragáneas de Compostela.

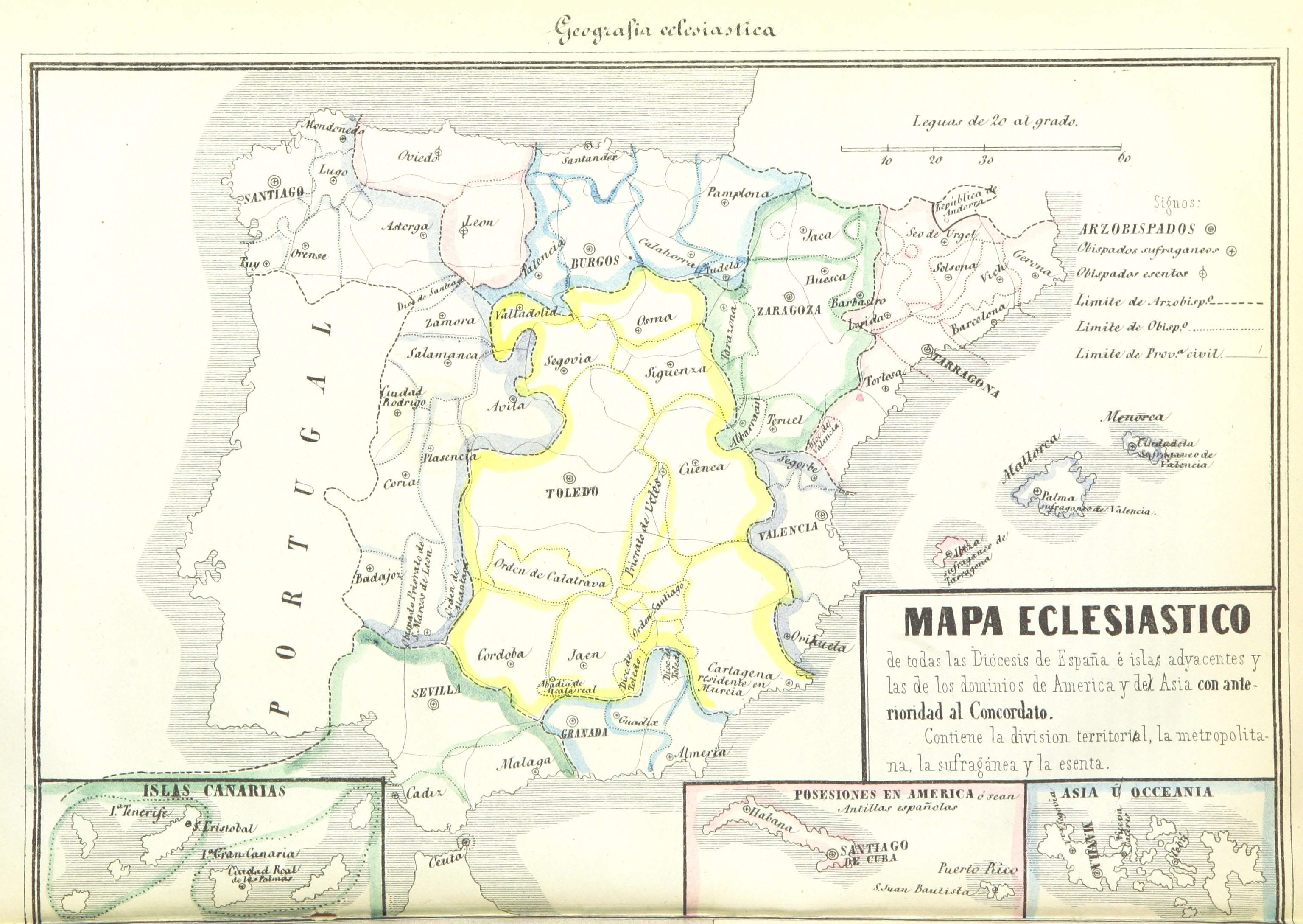
Mapa eclesiástico de España antes del concordato de 1851

En 1851 el estado español firma un concordato con la Santa Sede que implicaría, entre otras cosas, una reorganización territorial de las diócesis españolas, donde en ese mismo año la diócesis de Coria pasaría a ser sufragánea de la archidiócesis de Toledo y en 1857 se crearía la Provincia Eclesiástica de Valladolid mediante la bula «Vicariam Potestatem» del papa Pio IX, pasando a formar parte de ella las diócesis de Ciudad Rodrigo, Salamanca y Ávila.
Tras el concordato de 1953 se modifican los límites de la diócesis de España para "evitar, en lo posible, que las diócesis abarquen territorios pertenecientes a diversas provincias civiles". Produciéndose así una serie de agregaciones y segregaciones entre las diócesis de Oviedo, Astorga, Mondoñedo - Ferrol, Lugo y Orense para que en cada una de ellas no hubiese territorios de una comunidad autónoma distinta a la de sus sedes; a excepción de los arciprestazgos de Rúa y Barco de Valdeorras, que siendo de la provincia de Orense se mantuvieron en la diócesis de Astorga.

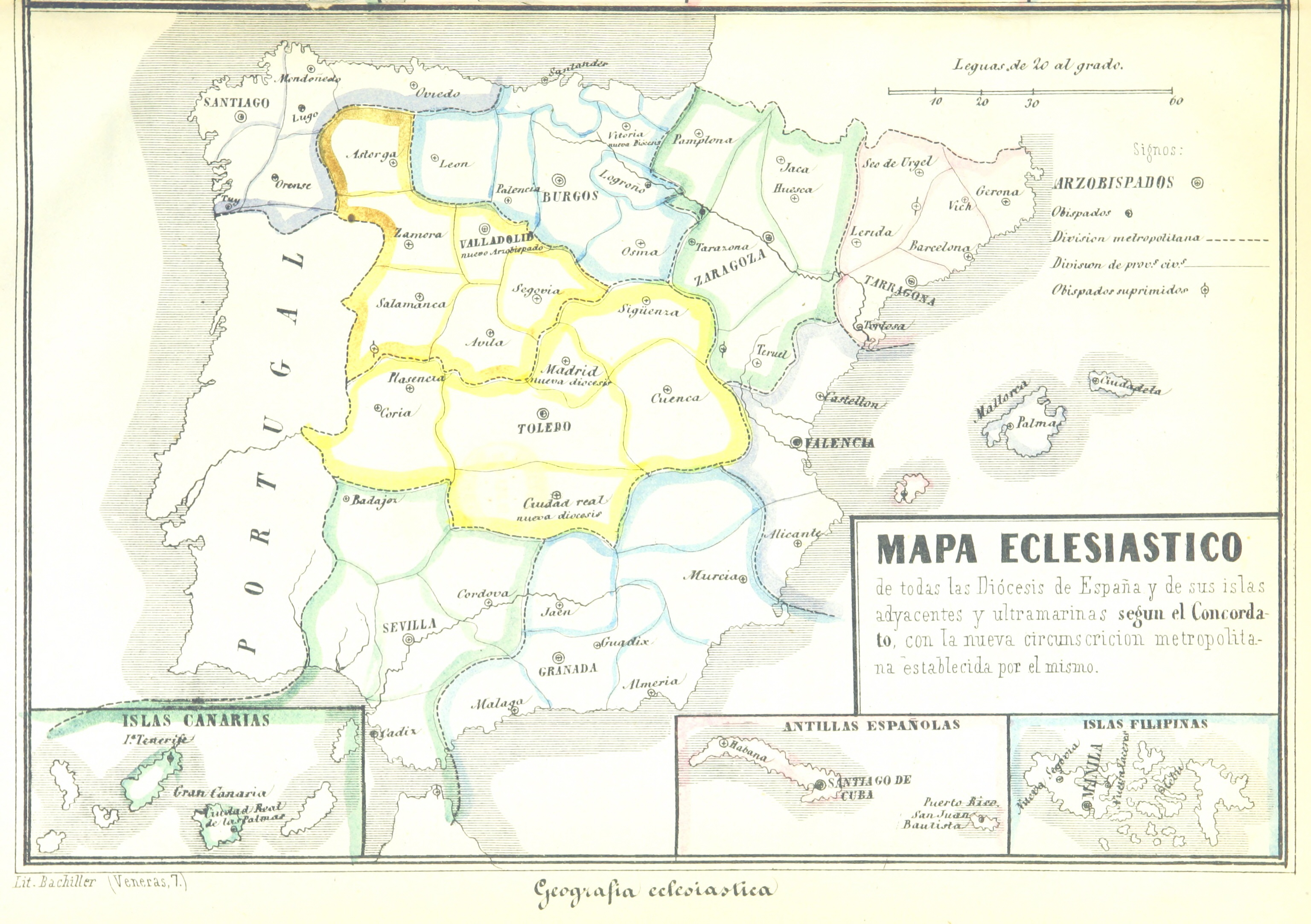
Mapa eclesiástico de España después del concordato de 1851

## Organización territorial
La provincia eclesiástica de Santiago de Compostela está formada por la Archidiócesis de Santiago de Compostela -que es la sede metropolitana- y las diócesis sufragáneas de Mondoñedo-Ferrol, Lugo, Orense y Tuy-Vigo. Además, el arzobispo de Santiago de Compostela es el metropolitano de la provincia y tiene autoridad limitada sobre las diócesis sufragáneas.
| Provincia eclesiástica de Santiago de Compostela | Provincia eclesiástica de Santiago de Compostela | Provincia eclesiástica de Santiago de Compostela |
| Catedral                                         | Advocación                                       | Diócesis                                         |
| ------------------------------------------------ | ------------------------------------------------ | ------------------------------------------------ |
| Catedral de Santiago de Compostela               | Santiago el Mayor                                | Santiago de Compostela                           |
| Catedral de Mondoñedo                            | Asunción de María                                | Mondoñedo-Ferrol                                 |
| Catedral de Lugo                                 | Santa María                                      | Lugo                                             |
| Catedral de Orense                               | San Martín                                       | Orense                                           |
| Catedral de Tuy                                  | Santa María                                      | Tuy-Vigo                                         |

Además de las cinco catedrales las diócesis de Mondoñedo-Ferrol y Tuy-Vigo poseen las siguientes concatedrales:
| Concatedral           | Advocación  | Diócesis         |
| --------------------- | ----------- | ---------------- |
| Concatedral de Ferrol | San Julián  | Mondoñedo-Ferrol |
| Concatedral de Vigo   | Santa María | Tuy-Vigo         |

Actualmente, la provincia tiene alrededor de 3645 parroquias, abarca unos ____ km² en donde habitan aproximadamente 2.669.768 de personas de las cuales el ____% son católicos.
| Datos comparativos entre las diócesis de la provincia  | Datos comparativos entre las diócesis de la provincia | Datos comparativos entre las diócesis de la provincia | Datos comparativos entre las diócesis de la provincia | Datos comparativos entre las diócesis de la provincia | Datos comparativos entre las diócesis de la provincia |
| ------------------------------------------------------ | ----------------------------------------------------- | ----------------------------------------------------- | ----------------------------------------------------- | ----------------------------------------------------- | ----------------------------------------------------- |
| Diócesis                                               | Erigida                                               | Área(km²)                                             | % C.                                                  | Población total                                       | P.                                                    |
| Santiago de Compostela                                 | Siglo IX                                              | 8.546                                                 |                                                       | 1.339.464                                             | 1.071                                                 |
| Mondoñedo-Ferrol                                       | Año 1114                                              |                                                       |                                                       | 258.942                                               | 423                                                   |
| Lugo                                                   | Siglo II                                              |                                                       |                                                       | 262.265                                               | 1.139                                                 |
| Orense                                                 | Siglo V                                               |                                                       |                                                       | 274.598                                               | 736                                                   |
| Tuy-Vigo                                               | Siglo VI                                              |                                                       |                                                       | 534.499                                               | 276                                                   |
| Total                                                  | Total                                                 |                                                       |                                                       | 2.669.768                                             | 3.645                                                 |
| P.=Número de parroquias; % C.=Porcentaje de católicos; |                                                       |                                                       |                                                       |                                                       |                                                       |

### Arciprestazgos

Mapa de los arciprestazgos de la provincia Eclesiástica de Santiago de Compostela

Tras sus últimas reestructuraciones, las diócesis de la provincia eclesiástica de Santiago de Compostela se subdividen en un total de 84 arciprestazgos, repartidos de la siguiente manera:
| Diócesis               | Arz. | Últ. Reestructuración |
| ---------------------- | ---- | --------------------- |
| Santiago de Compostela | 37   |                       |
| Mondoñedo-Ferrol       | 7    | 19/06/2006            |
| Lugo                   | 14   | 15/01/2010            |
| Orense                 | 12   | 31/05/2013            |
| Tuy-Vigo               | 14   | 29/06/2016            |

## Episcopologio
- Ver lista de Arzobispos y obispos de Santiago de Compostela
- Ver lista de Obispos de Mondoñedo-Ferrol
- Ver lista de Obispos de Lugo
- Ver lista de Obispos de Orense
- Ver lista de Obispos de Tuy-Vigo